# ۱۰۶۷ (قمری)
۱۰۶۷ (قمری)، هزار و شصت و هفتمین سال در گاهشماری هجری قمری است. اول محرم این سال برابر با بیستم اکتبر سال ۱۶۵۶ میلادی است.